# 今は夏 氷が尽きそうだ
「今は夏 氷が尽きそうだ」（"It's Summer and We're Running Out of Ice"）は、アメリカ合衆国のテレビドラマ『ウォッチメン』のシリーズ初回であり、2019年10月20日にHBOで放送された。このエピソードは番組の主要キャラクターであるアンジェラ・エイバー/シスター・ナイト（レジーナ・キング）、ジャッド・クロフォード（ドン・ジョンソン）、ウェイド・ティルマン/ルッキンググラス（ティム・ブレイク・ネルソン）が中心となって展開された。

## プロット
1921年のオクラホマ州タルサ。OBとルース・ウィリアムズの夫妻はクー・クラックス・クランのメンバーが道路で公然と黒人を攻撃する大暴動を起こしているために幼い息子のウィルを街からの脱出させようとする。夫妻は「この子を見守ってください」と書かれたメモを持たせて街から脱出する車に乗せる。車が出発した直後に建物は爆弾が落とされ、ウィルは気絶する。街の外で目覚めたウィルは他の唯一の生存者であった幼い女の子を連れてどこかへと歩き去る。
2019年。警察官のサットンが車両停止して職務質問をしていたところ、第7機兵隊のメンバーと思われる運転手によって銃撃される。タルサ警察署長ジャッド・クロフォードは機兵隊の捜査に全力を注ぎ、コスチュームを身に纏ってシスター・ナイトに扮するアンジェラ・エイバーは容疑者を捕らえ、ルッキンググラスとして知られるウェイド・ティルマン刑事と共に尋問をしてアジトが郊外の農場にあることを突き止める。タルサ警察は農場を攻撃したが機兵隊のメンバーのほとんどは死亡し、生き残った者もすぐに自殺薬を飲んで首謀者を明かさない。
アンジェラの家族はジャッドとその妻と共に夕食をとり、その後ジャッドはサットンの見舞いに向かう。帰り道でジャッドの車はスパイクストリップでパンクし、彼は調べるために車から降りる。一方でアンジェラは自分の正体を知る謎の人物から電話を受けて1人である木まで来るように指示される。待ち合わせ場所に着いた彼女は車椅子の老人と暴行を受けて木から吊されているジャッドの遺体を目にする。
どこかの田舎の邸宅では主人が乗馬から戻る。彼の召使いであるフィリップスとクルックシャンクスは記念日を祝い、懐中時計をプレゼントする。主人は彼らに感謝し、執筆中の戯曲『時計職人の息子』が完成したら2人を主演させると言う。

## 製作
タルサ人種暴動の場面は番組で撮影された最初の場面であり、事件から97周年となる2019年6月1日にジョージア州シダータウンで撮られた。スタッフは撮影前に司祭を招き、事件の犠牲者を追悼した。
このエピソードはミュージカル『オクラホマ!』が多く暗示されている。エピソードのタイトルはミュージカルの楽曲の1つである「Poor Jud is Daid」の歌詞から取られており、またジャッド・クロフォードはミュージカルを鑑賞している最中にサットン負傷の知らせを受ける。

## 評価

### 批評家の反応
Rotten Tomatoesでは33件のレビューで94%、平均点は8.42/10となり、「息をのむようなレジーナ・キングと共にデイモン・リンデロフは非常に面白い「今は夏 氷が尽きそうだ」で現代の問題とスーパーヒーローのテーマを上手くリミックスしている」とまとめられた。

### 視聴率
HBOによると『ウォッチメン』の最初のエピソードは当夜のテレビとストリーミング・サービスで合わせて150万人以上の視聴者を獲得し、ネットワークにとって最高の初回となった。午後9時（EDT）のテレビ放送視聴者は80万人であり、2019年のケーブルテレビ番組の初回としては最高記録となった。 